# Gaira-Rodadero
Gaira (oficialmente, Localidad III Turística - Perla del Caribe) es una Localidad del distrito de Santa Marta.  Está ubicada en la bahía de Gaira sobre el mar Caribe. Es conocido por la playa de El Rodadero, uno de los balnearios más populares de Colombia.

## División
Localidad III (Turística - Perla del Caribe) es la fusión de las extintas Comuna 7 (Gaira-Rodadero) y Comuna 8 (Pozos Colorados - Don Jaca). Además, contiene los centros poblados Minca y Tigrera.
- El sector Gaira se dividen en los siguientes barrios:[3]

Brisas del Lago, Cerro Intermedio, Cerro La Llorona, Cerro La Virgen, Cerro M Cristal, Doce de Octubre, Eduardo Gutiérrez, El Carmen El Socorro, El Valle de Gaira, Gaira - Centro, La Magdalena, La Quemada, La Quinina, Pozos Colorados, Lago Dulcino, Las Colinas, Las Palmeras, Nueva Betel, El Rodadero Tradicional, Sarabanda, Vereda Mosquito, Villa Berlín, Villa Tanga, - Puente Arhuacos, Bella Vista, Bello, Sol, Cristalina, Cristo Rey, Don Jaca, Alto El Mango, Gauchovand, La Chivera, La Eva, La Paz, Limón, Los Lirios, Sircasia, Totumo, Villa Taroa, Vista del Mar, Vista Hermosa. 
- Mientras, el sector Pozo Colorados - Don Jaca se divide en los siguientes barrios:

Aeromar, Bella Sol, Bella Vista, Cristalina, Cristo Rey, Don Jaca Alto, El Mango , La Chivera , La Eva, La Paz , Limón , Los Lirios, Circasia, Taroa , Totumo , Vista del Mar , Vista Hermosa.

## Geografía

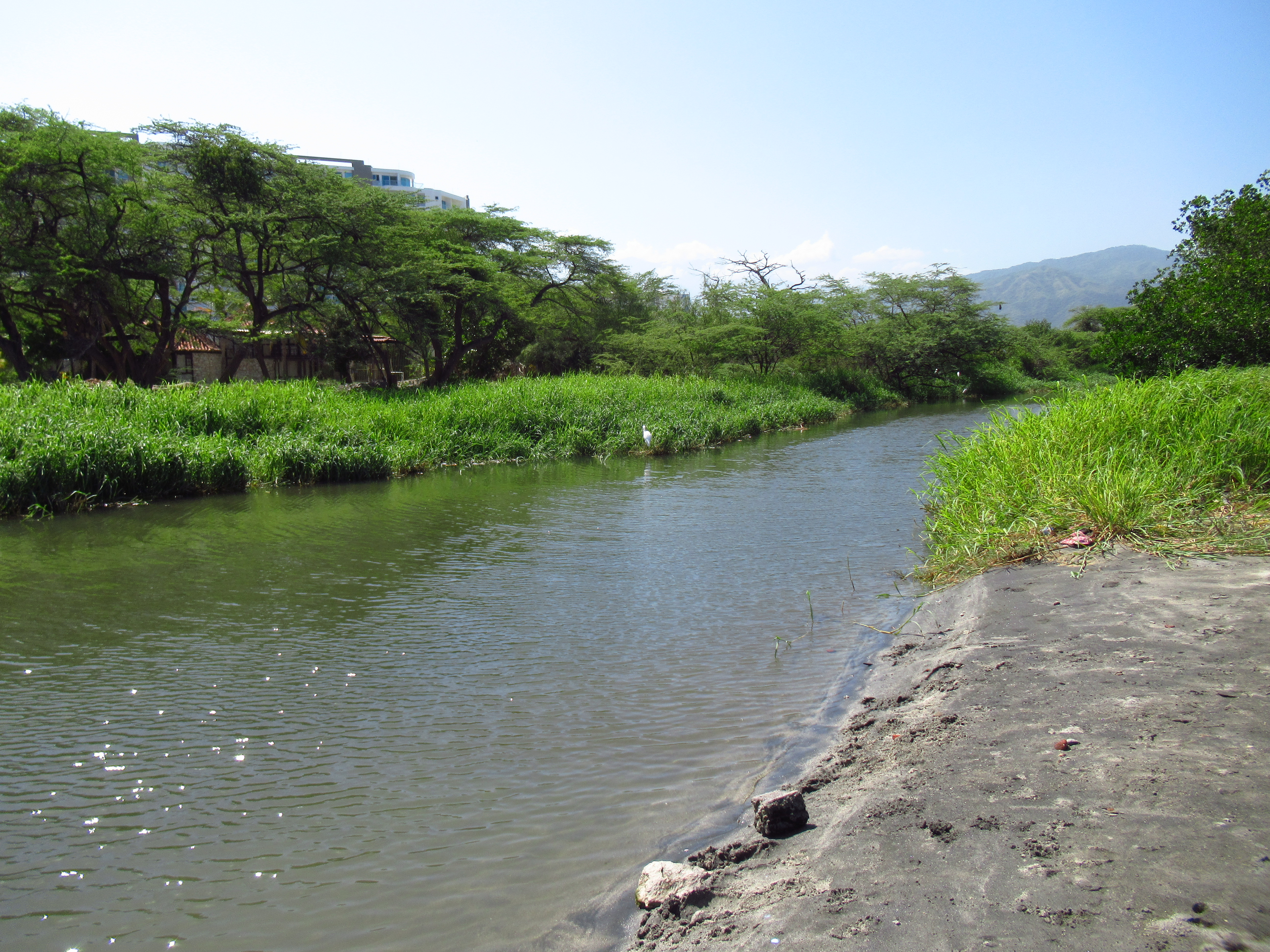
El río Gaira cerca de su desembocadura en playa Salguero.

El sector Gaira-Rodadero limita al norte con el cerro Ziruma y la Localidad II (Histórica - Rodrigo de Bastidas). Al sur, con el río Gaira y cerro de Mamorón y al oeste, con el mar Caribe.
Es recorrida en el sur por la parte baja del río Gaira.

### Clima
El clima es cálido. La temperatura promedio es de 28 °C. Predomina el ambiente seco debido a las brisas provenientes de la Sierra Nevada de Santa Marta. Se dan varios tipos de vegetación, como húmeda tropical y seca.
La temporada lluviosa se da entre junio y octubre, la seca, entre diciembre y abril. La precipitación varía entre 12 y 975 mm mensuales.

## Economía
La economía de Gaira se basa en el turismo que arriba a El Rodadero, Bello Horizonte y sectores aledaños. 